# Falcone (araldica)
In araldica il falcone è emblema di caccia signorile e, spesso, indica la carica di falconiere. Talora simboleggia un animo prode, pronto e accorto. Di norma è ritto e fermo, di profilo, spesso incappucciato e talvolta su pugno chiuso di un braccio umano.

Falcone sorante (stemma di Falconara Marittima
Falcone posato su una rupe (Monfalcone)
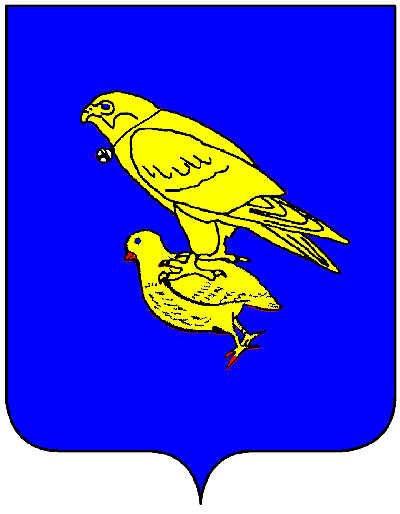
Falcone sonagliato e afferrante una pernice (famiglia Varlet, Francia)
Falcone d'oro incappucciato di nero (Houilles, Francia)
Falcone di nero incappucciato di rosso (Eisighofen, Germania)
Capo d'azzurro caricato di tre falconi d'argento (famiglia de Gigord, Francia)
Di rosso, al falcone d'argento sostenuto da una collina di verde (stemma dei signori di Falkenstein, Ducato del Lussemburgo)
Gonfalone del comune di Falcone, città in italiana in provincia di Messina.
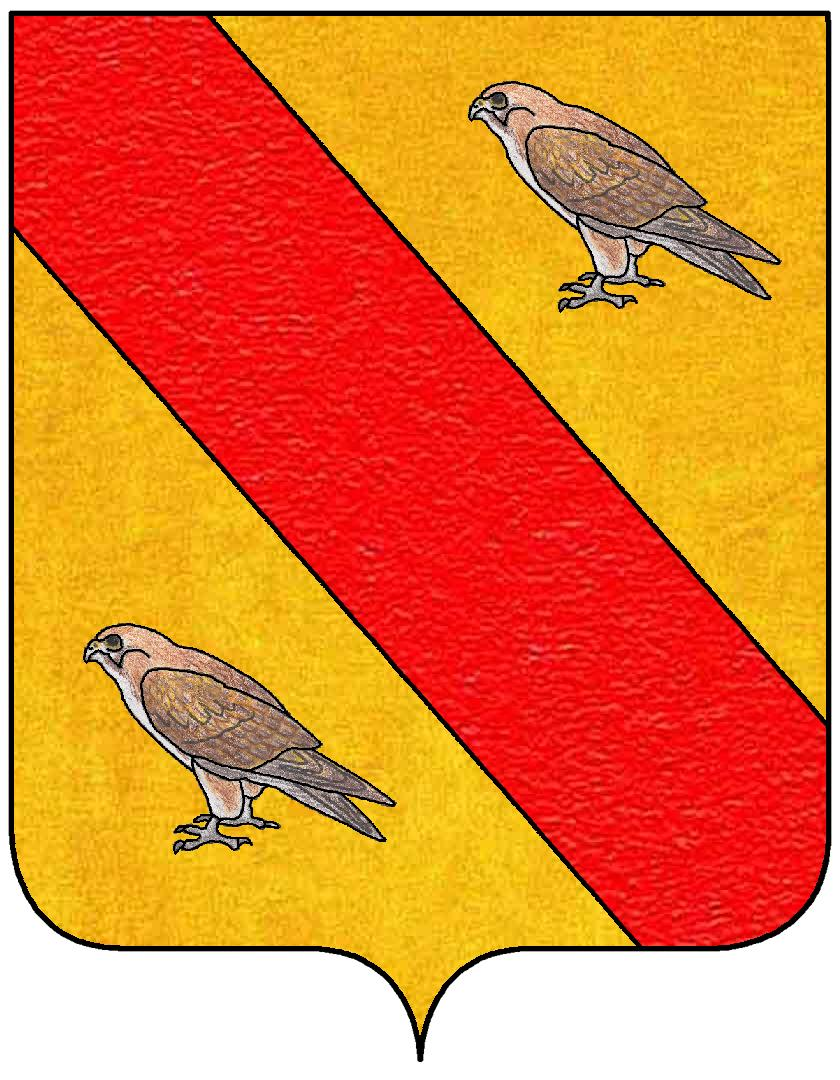
Lo stemma della nobile famiglia Delli Falconi o Falconi (o De Falconibus in latino).

## Attributi araldici
- Afferrante quando artiglia una preda
- Incappucciato se ha il capo chiuso nel cappuccetto
- Sonagliato quando ha un sonaglio alla zampa
- Sorante è il falcone che sta per spiccare il volo